# David Otunga
David Daniel Otunga, Sr. (Elgin, 7 de abril de 1980) é um ex-lutador de wrestling profissional e ator estadunidense. Ele é mais conhecido por sua passagem na WWE.
Otunga foi o segundo colocado na 1ª temporada do NXT. Ele também é um membro original do The Nexus e do The New Nexus, sendo o único membro presente durante toda a duração do grupo em todas as suas encarnações. Como parte da facção, ele se tornou um campeão de duplas da WWE por duas vezes, uma vez com John Cena e outra com Michael McGillicutty.

## Carreira no wrestling profissional

### World Wrestling Entertainment / WWE
Em novembro de 2008, Otunga foi contratado pela World Wrestling Entertainment, sendo mandado para o território de desenvolvimento Florida Championship Wrestling. Ele estreou em 29 de maio de 2009, como Dawson Alexander, em uma luta de trios. Otunga se aliou a Barry Allen e John Cutler para derrotar Abraham Saddam Washington, Derrick Bateman e Tonga.

#### NXT(2010)
Em 16 de fevereiro de 2010, foi anunciado que Otunga participaria da primeira temporada do WWE NXT sob seu nome real, com R-Truth seu pro (mentor). Ele estreou no primeiro episódio do NXT, em 23 de fevereiro, derrotando Darren Young, que o derrotou na semana seguinte, graças ao pro de Young, CM Punk. Após a luta, R-Truth tentou confortar Otunga, apenas para ser rejeitado. R-Truth confrontou e atacou Otunga nos bastidores. No NXT de 30 de março, Otunga venceu uma Battle Royal envolvendo os participantes do programa, se tornando guest host (Gerente Geral convidado) do Raw. Em 5 de abril, no Raw, Otunga usou seu poder para se colocar em uma luta de duplas com John Cena pelo Unified WWE Tag Team Championship contra ShoMiz (The Big Show e The Miz). Durante a luta, no entanto, Otunga se recusou a entrar na luta, abandonando Cena e permitindo ShoMiz vencer a luta. Em 11 de maio, na segunda votação, ele foi para o segundo lugar. Durante a final do NXT em 1 de junho, Otunga ficou em segundo lugar, sendo derrotado por Wade Barrett.

#### The Nexus (2010-2011)
No Raw da semana seguinte, Otunga e os outros participantes do NXT interferiram em uma luta entre John Cena e CM Punk, atacando os competidores, os comentaristas e o anunciador de ringue Justin Roberts, antes de destruir a área do ringue. Em 14 de junho, no Raw, o grupo atacou o Gerente Geral do Raw, Bret Hart, quando ele se recusou a lhes dar contratos. Na semana seguinte, Vince McMahon demitiu Hart e contratou um Gerente Geral anônimo, que deu ao grupo um contrato no programa. Eles passaram a se chamar The Nexus. No Raw de 12 de julho, o Nexus, sem Daniel Bryan (que havia sido realmente demitido), competiu em sua primeira luta oficial, derrotando Cena em uma luta sete-contra-um. O Nexus continuou sua rivalidade com Cena e com o elenco do Raw, atacando diversos lutadores. No SummerSlam, o Nexus enfrentou Cena, Hart, Chris Jericho, Edge, John Morrison e R-Truth em uma luta de eliminação sete-contra-sete, com Otunga sendo o quarto eliminado, com o Nexus perdendo.

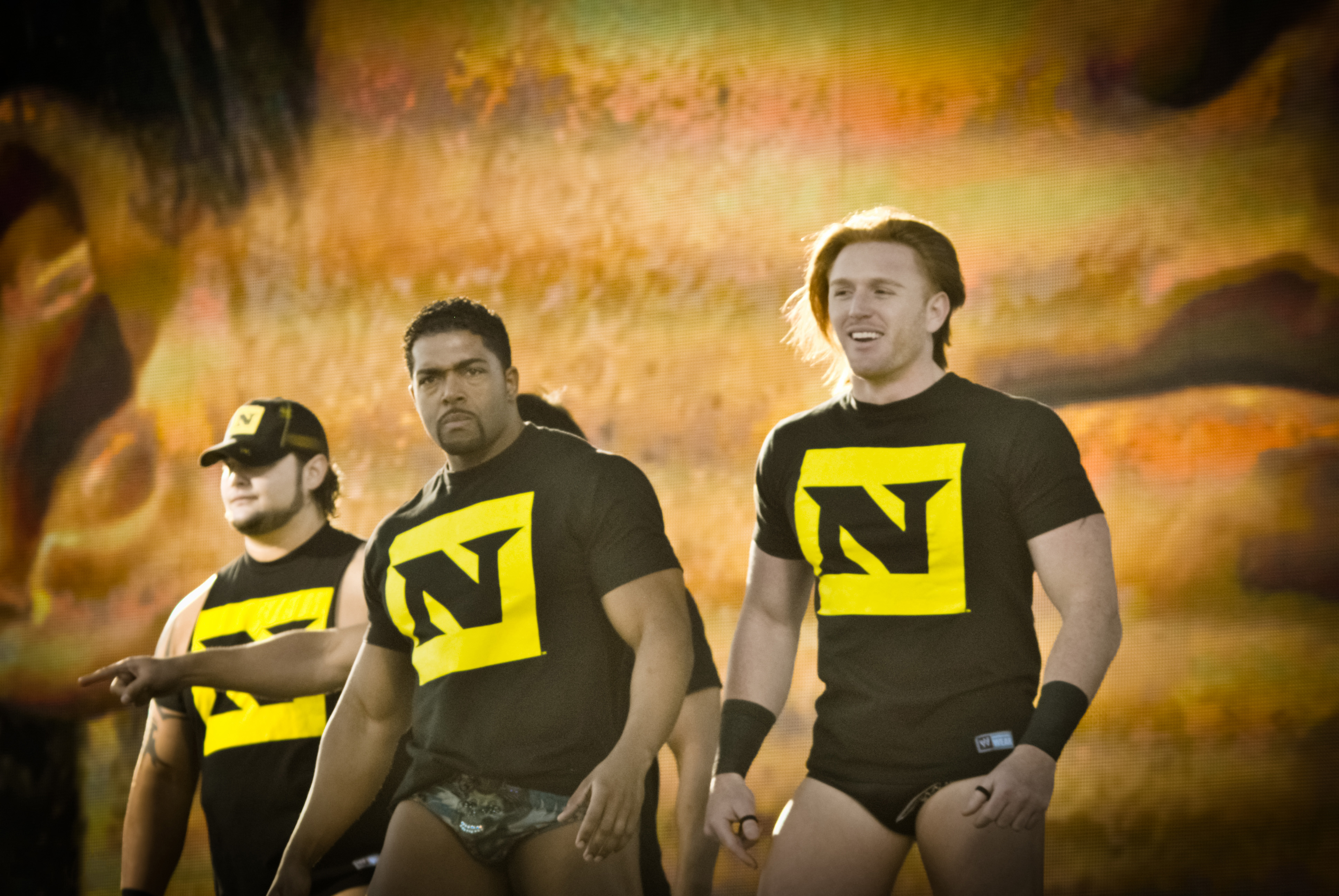
David Otunga como parte do Nexus em dezembro de 2010.

Cena foi forçado a entrar no Nexus ao perder para Barrett no Hell in a Cell. No evento seguinte, Bragging Rights, Otunga e Cena venceram o WWE Tag Team Championship de Cody Rhodes e Drew McIntyre. No Raw seguinte, Otunga e Cena perderam os títulos para Justin Gabriel e Heath Slater, quando Barrett ordenou que Otunga se deitasse e deixasse Slater realizar o pinfall. Em 5 de novembro, Otunga, que havia passado a questionar a liderança de Barrett, liderou uma invasão no SmackDown, sem Cena ou Barrett. Barrett não aprovou a invasão e forçou Otunga a defender seu lugar no grupo uma semana depois. Em 12 de novembro, no SmackDown, Otunga derrotou Edge, após Kane interferir, mantendo seu lugar no Nexus. Um mês depois, Otunga se rebelou contra Barrett, dessa vez com o Nexus ao seu lado. Após o grupo desobedecer e abandonar Barrett, Otunga obrigou Barrett a recontratar Cena, ou seria expulso do Nexus. Em janeiro de 2011, Barrett foi exilado do Nexus e CM Punk tomou seu lugar como líder do grupo.
Com Justin Gabriel e Heath Slater abandonando o grupo, Otunga aceitou um teste de iniciação, sendo espancado por Big Show. Em fevereiro, Otunga foi forçado a enfrentar Randy Orton. Se vencesse, poderia acompanhar Punk em sua luta contra Orton no WrestleMania XXVII. Otunga foi derrotado. Otunga deixou a televisão por um mês, retornando no Raw de 11 de abril, atacando Orton e o impedindo de ganhar uma luta pelo WWE Championship.

#### Dupla com Michael McGillicutty e rivalidade com Jerry Lawler (2011)
Em 23 de abril, no Raw, Otunga e outro membro do Nexus, Michael McGillicutty, ganharam o WWE Tag Team Championship de Kane e Big Show. Eles perderam os títulos no Raw de 22 de agosto para Evan Bourne e Kofi Kingston. Otunga e McGillicutty começaram uma rivalidade com Jerry "The King" Lawler por seus comentários contra os dois, dizendo que eles não possuíam personalidade.
No Raw de 5 de setembro, Lawler e Zack Ryder derrotaram Otunga e McGillicutty. Na semana seguinte, Otunga e McGillicutty foram novamente derrotados por Lawler e por seu parceiro, Sheamus.

#### Representante legal (2011–2015)
Um novo foco foi dado ao personagem de Otunga. Após silenciosamente encerrar sua parceria com McGillicutty, Otunga se tornou advogado (sua formação na vida real) de Christian, Cody Rhodes, Dolph Ziggler e Vickie Guerrero, decidindo processar o diretor de operações da WWE, Triple H, por alegadamente prejudicar seus clientes. Ele passou os meses seguintes como representante legal de John Laurinaitis, voltando a lutar no SmackDown de 29 de novembro, sendo derrotado por Randy Orton em uma Street Fight. No SmackDown de 23 de dezembro, Otunga foi nocauteado por Big Show. No Raw de 26 de dezembro, Otunga enfrentou Show em uma luta na qual Big Show deveria ter um braço amarrado às costas. Mark Henry interferiu na luta, dando a vitória por desqualificação à Show. Otunga capitaneou o time de Laurinaitis no WrestleMania XXVIII, derrotando o de Theodore Long. No No Way Out, Otunga foi derrotado por Brodus Clay. No mesmo evento, Laurinaitis foi demitido após John Cena derrotar Big Show. No dia seguinte, Otunga abandonou Laurinaitis em uma luta contra Cena.
Otunga retornou ao Raw em 20 de agosto, oferecendo seus serviços de advocacia para AJ Lee, que o colocou em uma luta contra Big Show, que o derrotou. No Raw de 3 de setembro, Otunga se tornou advogado de Alberto Del Rio após Ricardo Rodriguez ser atacado por Sheamus. Ele conseguiu fazer com que Booker T banisse o Brogue Kick. No Night of Champions, Otunga acompanhou Del Rio ao ringue, sofrendo um Brogue Kick de Sheamus logo após Booker legalizar o movimento. Otunga substituiu Cody Rhodes, que havia se lesionado, como membro do time de Dolph Ziggler no Survivor Series. Durante a luta, Otunga foi eliminado por Daniel Bryan. Otunga participou Royal Rumble de 2013, sendo eliminado por Sheamus.

## No wrestling
- Movimentos de finalização
  - Ura-nage[41] – 2009

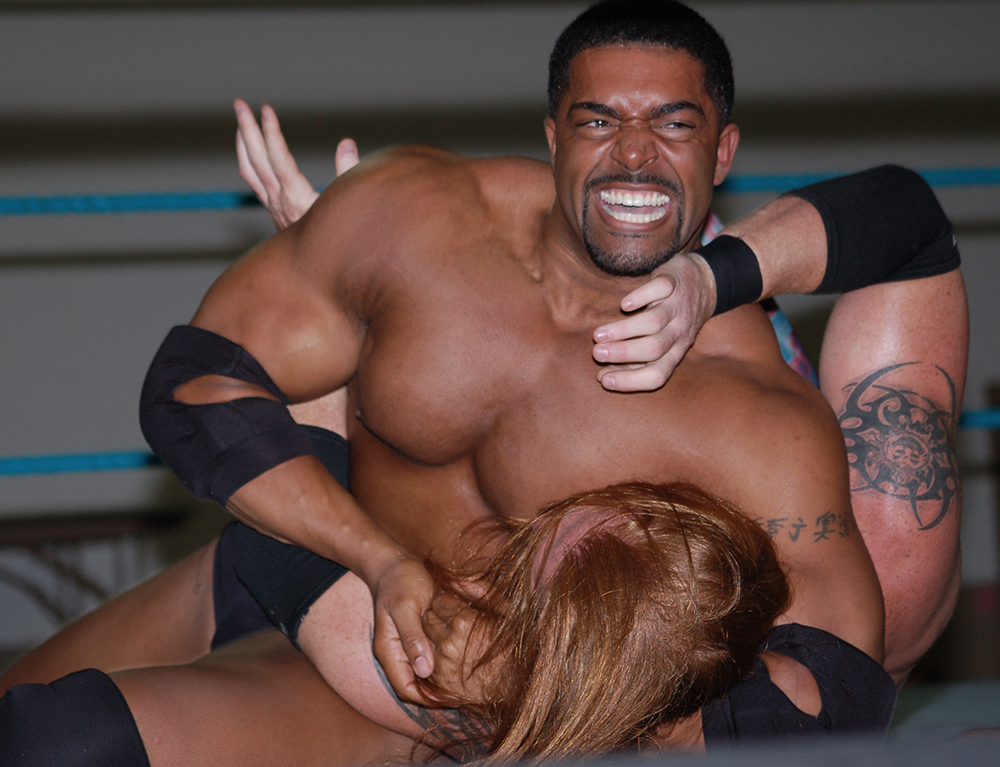
Otunga enfrentando Heath Miller em maio de 2009

  - The Verdict (Thrust spinebuster)[42][43] - 2010-2015
- Movimentos secundários
  - Belly-to-belly suplex
  - Clothesline
  - Elbow drop
  - Falling neckbreaker
- Com Michael McGillicutty
  - Combinação de backbreaker hold e diving elbow drop[44]
  - Combinação de inverted atomic drop e dropkick
  - Combinação de running back elbow e body avalanche em um oponente no córner
- Managers
  - R-Truth (durante o NXT)
  - Wade Barrett (como parte do Nexus)
  - CM Punk (como parte do New Nexus)
- Lutadores de quem foi manager
  - John Laurinaitis
  - Alberto Del Rio
- Alcunhas
  - "The Kanye West of WWE" ("O Kanye West da WWE")[45]
  - David "A-List" Otunga[45]
  - "The A-List of the WWE"

## Títulos e prêmios
- Pro Wrestling Illustrated

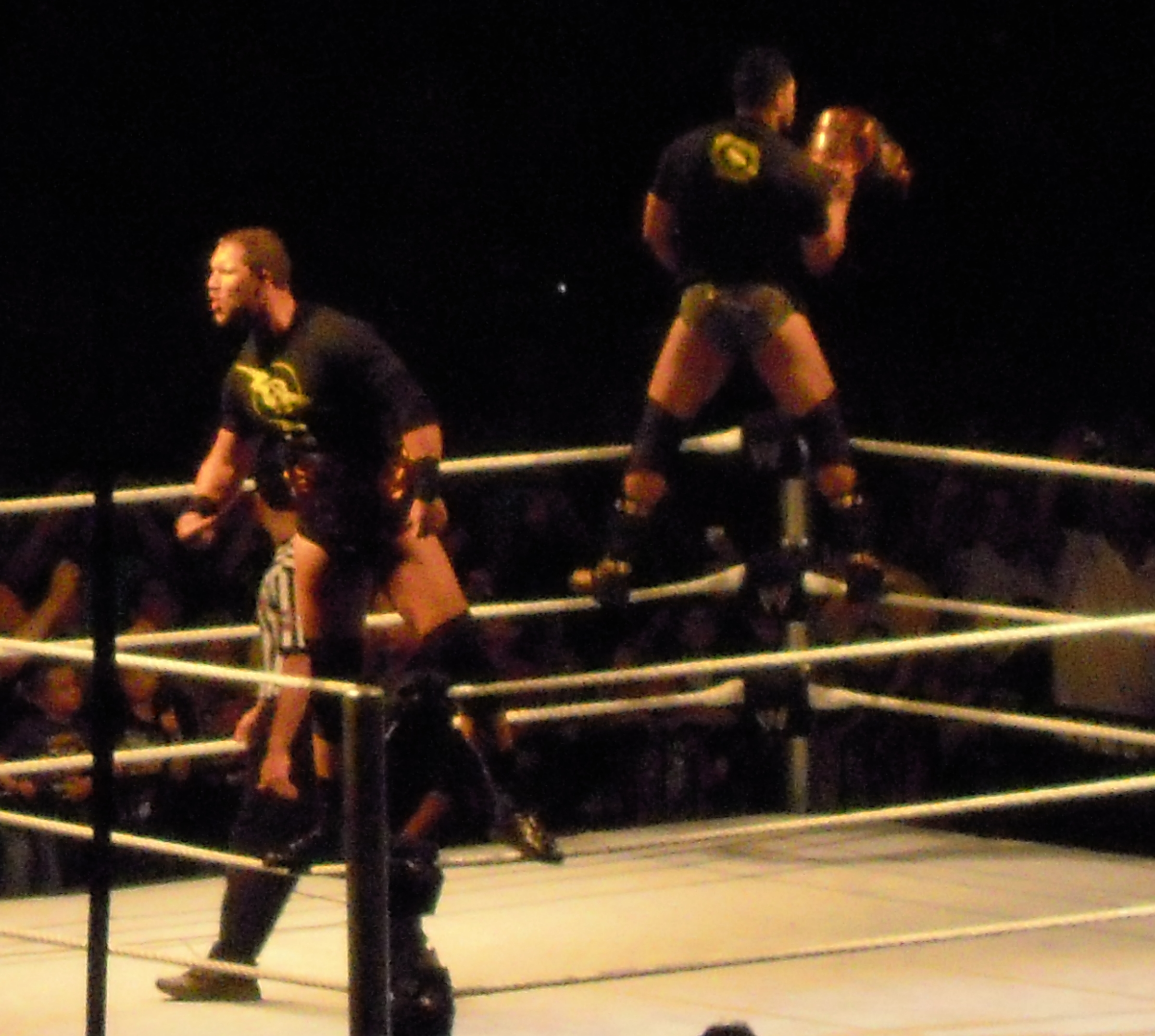
Otunga como Campeão de Duplas da WWE com Michael McGillicutty.

  - Rivalidade do Ano (2010)  – The Nexus vs. WWE[46]
  - Lutador Mais Odiado do Ano (2010) – como parte do The Nexus[47]
  - PWI o colocou na #207ª posição dos 500 melhores lutadores individuais em 2010[48]
  - Novato do Ano (2010)[49]
- World Wrestling Entertainment / WWE
  - WWE Tag Team Championship (2 vezes) – com John Cena (1)[17] e Michael McGillicutty (1)[29]
  - Slammy Award por Choque do Ano (2010) – estreia do The Nexus[50]
  - Prêmio Pee-wee Herman de Gravata-Borboleta (2011)